# Velamen

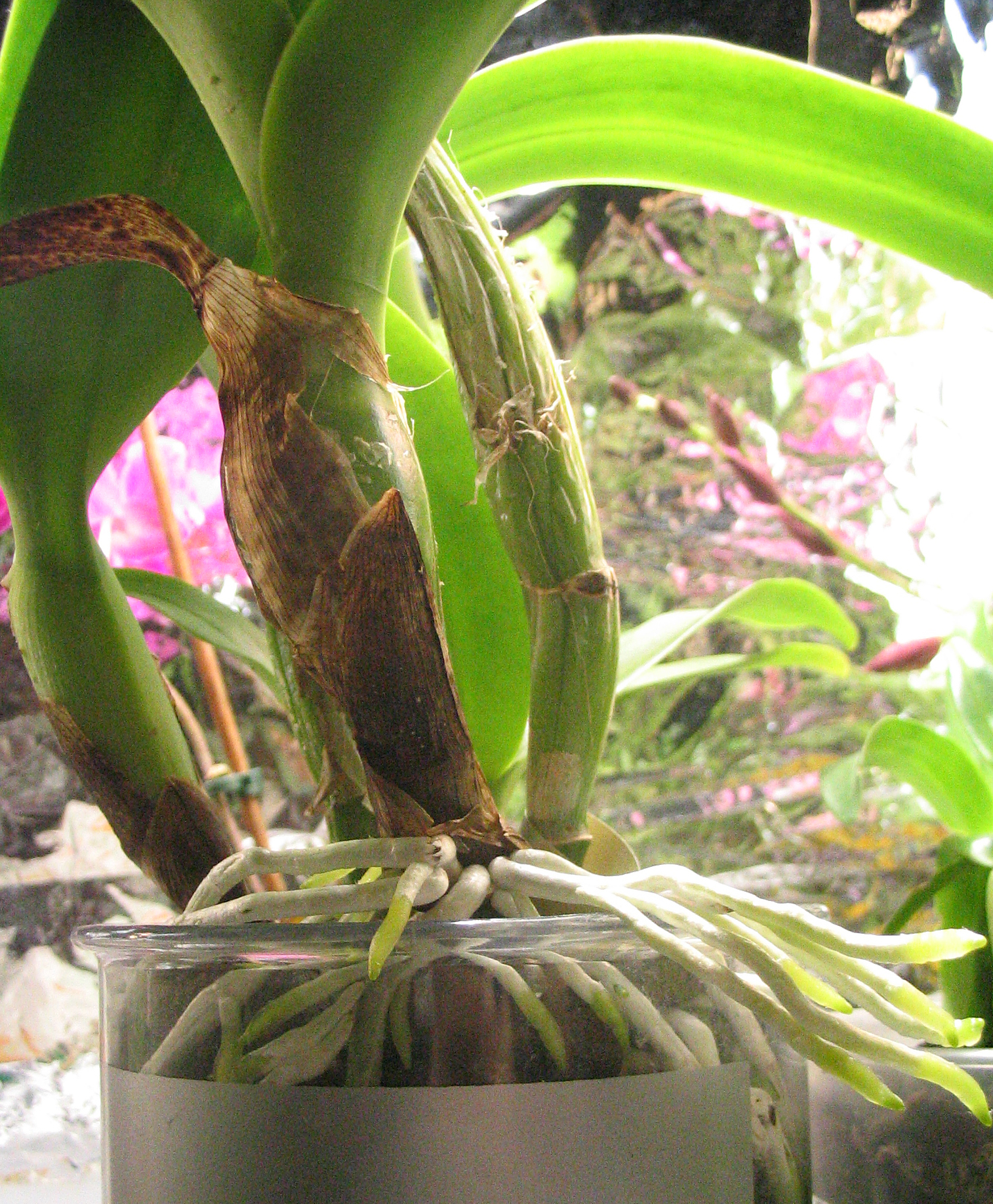
Luchtwortels van een epifytische orchidee (Cattleya) met een zilverachtig velamen

Het velamen (radicum velata) of velamen radicum) is in de plantenmorfologie een sponsachtige of papierachtige epidermis, die de luchtwortels van bepaalde epifytische of semi-epifytische planten, zoals orchideeën (Orchidaceae) en Araceae, bedekt. Het velamen is in tegenstelling tot een epidermis gewoonlijk enkele cellagen dik. Onder het velamen ligt de exodermis.
De naam is afkomstig van het Latijnse velamen (omhulsel, wand, laag) en radix (wortel).
De voornaamste functie van het velamen is de absorptie van atmosferische vochtigheid en organische en minerale voedselbestanddelen.

## Orchideeën
Bij orchideeën is het velamen wit of zilvergrijs gekleurd bij droogte, en meestal groen onder vochtige omstandigheden, doordat de onderliggende laag cellen dan zichtbaar wordt. Het velamen is meerdere cellagen dik. 
Zeer dikwijls vormen de wortels van orchideeën een symbiose met bacteriën of schimmels (mycorrhiza), die nutrienten uit de lucht kunnen opnemen. Deze evolutionaire adaptatie laat orchideeën toe te groeien op plaatsen met een laag voedselaanbod, maar met een reproductief of ander voordeel, zoals minder concurrentie van andere planten of meer zonlicht. Het velamen is voorzien microscopische kanaaltjes waarin deze mycorrhiza zich kunnen ontwikkelen. 
Bijkomende functies van het velamen zijn de bescherming van de wortels tegen vraat of andere schade, het beperken van de verdamping en de vasthechting van de plant aan zijn substraat.